# Peter T. King
Pour les articles homonymes, voir Peter King et King.
Peter Thomas King, né le 5 avril 1944 à New York dans le quartier de Manhattan, est un homme politique américain membre du Parti républicain. 
De 1993 à 2021, il est membre de la Chambre des représentants des États-Unis, d'abord du 3e district de l'État de New York puis du 2e district.

## Biographie

### Jeunesse et débuts en politique
King grandit dans le quartier de Sunnyside, dans le Queens. Trois de ses grands-parents sont d'origine irlandaise. Son père est un policier du NYPD,. Après ses études au Saint Francis College et à l'université Notre-Dame, il s'installe à Hempstead dans le comté de Nassau. Proche de la direction républicaine du comté, il travaille pour le procureur de district du comté à partir de 1968. Il rejoint le cabinet du county executive Ralph Caso en 1974, quand un démocrate est élu procureur de district. Quand les relations entre Caso et le président du parti local Joe Margiotta se dégradent, King se range du côté de ce dernier. Il est renvoyé par Caso mais Margiotta le soutient pour entrer au conseil municipal de Hempstead, où il est élu en 1977.
En 1981, King est élu contrôleur des finances du comté de Nassau. Il s'éloigne par la suite de Margiotta, condamné pour corruption. Il est réélu avec 62 % des suffrages en 1985. En 1986, il se présente au poste de procureur général de l'État de New York mais il est largement battu par le démocrate Robert Abrams (35 % contre 65 %). Il est réélu contrôleur pour un troisième mandat en 1989.

### Représentant des États-Unis
Quelques mois avant les élections de 1992, les circonscriptions pour la Chambre des représentants des États-Unis sont redessinées. King est désigné candidat par le Parti républicain dans l'ancien district du républicain Norman F. Lent (en), qui porte le numéro du district détenu jusqu'alors par Robert J. Mrazek (en) (3e district). Lors de l'élection générale, il affronte le millionnaire démocrate Steve Orlins. Alors que Bill Clinton remporte le district de deux points, King est élu avec un point ou 6 000 voix d'avance sur Orlins. Il représente depuis la côté sud de Long Island au Congrès des États-Unis.
En 2005, il devient président de la commission de la Chambre des représentants sur la sécurité intérieure. Il perd sa position entre 2007 et 2010, lorsque les démocrates contrôlent la Chambre, mais reste membre de la commission. En 2011, il reprend la tête de la commission sur la sécurité intérieure et organise des auditions sur la radicalisation des musulmans aux États-Unis. Ces auditions sont fortement critiquées et lui valent d'être comparé à Joseph McCarthy. Il est accusé de rendre l'ensemble des musulmans responsables du terrorisme islamiste.
En 2013, King annonce sa candidature à la primaire républicaine pour l'élection présidentielle américaine de 2016. En juillet 2015, il déclare cependant ne pas être candidat.
Peter King est réélu à 13 reprise. Sa dernière réélection, en 2018, est la plus serrée depuis son élection en 1992. Il n'est réélu qu'avec 53 % des suffrages face à la démocrate Liuba Grechen Shirley. En novembre 2019, il annonce qu'il ne sera pas candidat aux élections de 2020. Âgé de 75 ans, il dit souhaiter davantage de temps avec sa famille,.

## Positions politiques
King est un républicain conservateur, notamment opposé à l'avortement. Il se différencie toutefois du Parti républicain sur certaines questions : il est proche des syndicats, soutient un certain contrôle des armes à feu et s'oppose à l'impeachment de Bill Clinton. En 2016, il est considéré comme l'un des élus les plus bipartisans du Congrès, capable de travailler avec des membres du parti opposé.
Après les révélations de WikiLeaks concernant certains secrets de la diplomatie américaine, il appelle à poursuivre Julian Assange pour « terrorisme ».

### Terrorisme
Dans les années 1980 et 1990, King est un ardent défenseur de l'Armée républicaine irlandaise (IRA), considérée comme une organisation terroriste par le gouvernent américain. Il déclare notamment en 1985 : « Si des civils sont tués dans une attaque contre une installation militaire, c'est certainement regrettable, mais je ne peux pas moralement critiquer l'IRA pour cela »,. En 2011, il dit ne pas regretter son soutien à l'organisation, qu'il qualifie de « force légitime » contre la répression britannique. Il milite cependant pour une solution pacifique à la fin des années 1990 et se rapproche du président Clinton qui change la politique américaine sur la question nord-irlandaise. Il sert notamment d'émissaire entre Clinton et Gerry Adams, président du Sinn Féin dont il est l'un des rares députés américains à connaître. Après la victoire de Barack Obama en 2008, son nom est évoqué pour devenir ambassadeur des États-Unis en Irlande.
King est proche de la communauté musulmane jusqu'aux attentats du 11 septembre 2001. Dans les années 1990, il est l'un des rares républicains à soutenir l'intervention américaine dans les Balkans aux côtés des Bosniaques et des Kosovars. Il participe également à l'inauguration d'une mosquée. Après le 11 septembre, il change radicalement de position. Il estime que la réponse des musulmans américains n'est pas à la hauteur et évoque un manque de coopération de la communauté contre la radicalisation. Ses prises de positions sont alors grandement critiquées, notamment au vu de ses positions passées sur l'IRA,.